# Альтенглан
Альтенглан (нем. Altenglan) — община в Германии, в земле Рейнланд-Пфальц. 
Входит в состав района Кузель. Подчиняется управлению Альтенглан.  Население составляет 2835 человек (на 31 декабря 2010 года). Занимает площадь 13,61 км².